# Klimaschutzgesetz
Ein Klimaschutzgesetz ist ein Rahmengesetz, das Prinzipien und Verpflichtungen zur Klimapolitik in einem Staat oder in einer substaatlichen Einheit festlegt. Klimaschutzgesetze sind innerhalb des Klimaschutzrechts – derjenigen Normen, die das Schutzgut Klima vor Einwirkungen des Menschen schützen sollen – der Kern der Klimaschutzgesetzgebung. Ihre Rahmenvorschriften müssen durch weitere Normen ausgefüllt und mit konkreten Maßnahmen und Instrumenten der Klimapolitik umgesetzt werden. Wichtige Elemente von Klimaschutzgesetzen sind Klimaziele, insbesondere Emissionsminderungsziele, und Vorschriften zum Monitoring, zur Berichterstattung und Kontrolle.
Klimaschutzgesetze knüpfen meist an internationale Vereinbarungen zum Klimaschutz an – etwa das Kyoto-Protokoll, den Pariser Klimavertrag oder andere internationale Übereinkommen – und übersetzen Verpflichtungen und Ziele aus diesen Vereinbarungen in solche für das Hoheitsgebiet des Gesetzgebers. Oft sind Klimaschutzgesetze in ein Nationales Klimaschutzprogramm eingebunden.

## Begriff
Die Politikwissenschaftler Sahrah Luise Nash und Reinhard Steurer definieren Klimaschutzgesetze (Climate Change Acts) als parlamentarisch verabschiedete Rahmengesetze, die die Prinzipien und Verpflichtungen zur Klimapolitik in einem Staat oder in einer substaatlichen Einheit festlegen. Solche Gesetze haben ausdrücklich das Ziel, die Treibhausgasemissionen zu mindern, indem später konkrete Maßnahmen umgesetzt werden. Klimaschutzgesetze sind übergreifender, genereller Teil der Klimagesetzgebung; sie haben eine langfristige, strategische Ausrichtung. Oft enthalten sie Emissionsminderungsziele und Bestimmungen, wie der Fortschritt hin zu diesen Zielen überwacht werden soll. Die Einrichtung wissenschaftlicher Beratungsgremien oder klimapolitische Pflichten für einzelne Ministerien finden sich ebenfalls in vielen Klimagesetzen (→ Klimarat). Die Verabschiedung in Parlamenten erhöht die Sichtbarkeit des klimapolitischen Rahmens und macht ihn zu einer verlässlicheren Basis in dem oft umstrittenen Politikfeld.

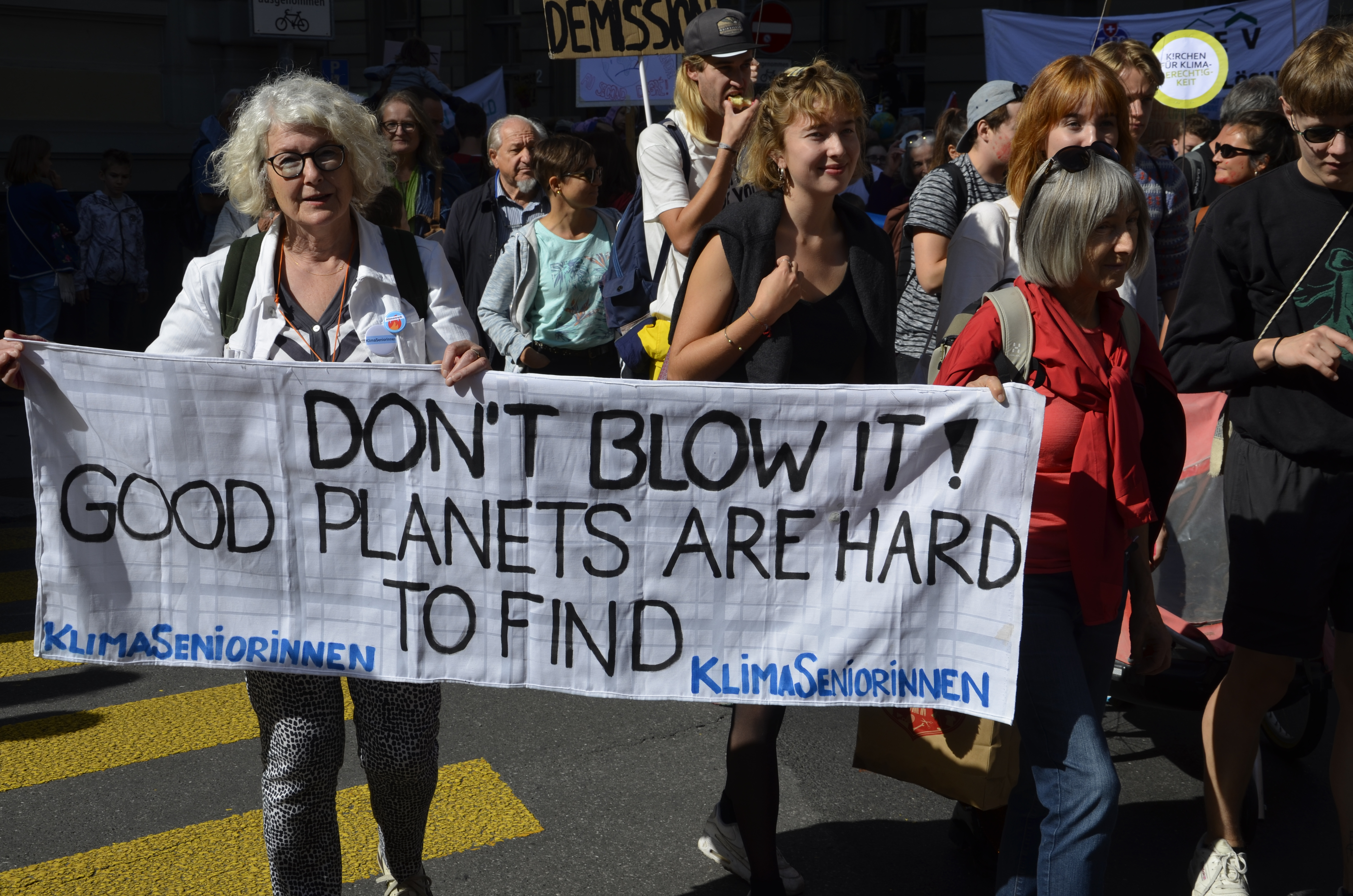
Schweizer Klimaseniorinnen an der Klimademo in Bern 2019

Der Europäische Gerichtshof für Menschenrechte formulierte in seiner Entscheidung vom April 2024 über die Klimaklage der Klimaseniorinnen Schweiz Kriterien, die nach seiner Auffassung ein mit der Menschenrechtskonvention konformer Rahmen einer Klimaschutzgesetzgebung erfüllen muss, die also insbesondere in Klimagesetzen zu beachten sind:
- Staaten müssen einen Zeitrahmen zum Erreichen von Klimaneutralität festlegen und ein CO2-Budget oder etwas Vergleichbares für den Weg dahin definieren, in Übereinstimmung mit nationalen und globalen Klimaschutzverpflichtungen.
- Sie müssen Zwischenziele definieren, die geeignet sind, das Gesamtziel zu erreichen.
- Sie müssen nachweisen können, ob sie auf dem Weg sind, die gesteckten Ziele zu erreichen.
- Sie müssen rechtzeitig, angemessen und konsistent Gesetze zum Erreichen der Ziele verabschieden und entsprechend Maßnahmen ergreifen.
- Ziele müssen an den Stand der Wissenschaft angepasst werden.

## Entwicklung
Das internationale Klimaschutzrecht, von Ende der 1990er Jahre bis etwa 2010 vor allem das Kyoto-Protokoll, war häufig Ausgangspunkt der nationalen Klimagesetzgebung. Das erste Klimaschutzgesetz trat 2008 in Großbritannien in Kraft, der Climate Change Act 2008. Es enthielt verbindliche CO2-Budgets und Emissionsminderungsziele. Sein Einfluss auf die Klimagesetzgebung in anderen Staaten war beträchtlich. In den Philippinen wurde 2009 ein Klimaschutzgesetz verabschiedet. Es folgten unter anderen 2011 Österreich, 2012 Mexiko, 2013 Nigeria und Mikronesien. In den Vereinigten Staaten von Amerika gab es einen Gesetzesentwurf zu einem nationalen Klimaschutzgesetz, dem Clean Energy and Security Act, jedoch scheiterte die Verabschiedung 2009 im Senat.
Im Jahr 2015 einigten sich fast alle Staaten der Welt im Übereinkommen von Paris darauf, die globale Erwärmung auf möglichst unter 1,5 Grad, jedenfalls deutlich unter zwei Grad zu begrenzen. Sie verpflichteten sich, in national festgelegten Beiträgen nationale Klimaschutzziele auszuarbeiten und vorzulegen. Das Übereinkommen lässt den Staaten viel Freiheit in der Formulierung ihrer Ziele, bei Nichterfüllung gibt es keinen harten Sanktionsmechanismus. Nationalen Klimagesetzen kommt daher eine wichtige Funktion zu, Staaten nach innen zu binden und langfristige, verlässliche Grundlage für die Dekarbonisierung der Gesellschaft zu sein. Nach außen signalisieren sie, mit ernsthaften Klimaschutzanstrengungen das gemeinsame Ziel aus dem Übereinkommen verfolgen und erreichen zu wollen. Mit dem Übereinkommen beschleunigte sich die Entwicklung nationaler Klimagesetze, neben einigen europäischen Staaten kamen beispielsweise Pakistan und Kenia (2016) oder Paraguay (2017) hinzu. Bestehende Gesetze wurden überarbeitet. Deutschland gab sich 2019 das Bundes-Klimaschutzgesetz. Für die Staaten der Europäischen Union ist seit 2021 das Europäische Klimagesetz supra-nationaler Rahmen, der in der nationalen Gesetzgebung berücksichtigt werden muss.
Bis zum Jahr 2024 hatten sich fast 60 Staaten ein Klimaschutzgesetz gegeben.

## Europäische Union
Die Europäische Kommission kündigte am 11. Dezember 2019 an, im Rahmen des European Green Deal bis März 2020 den Entwurf eines Europäischen Klimagesetzes zur rechtlichen Verankerung des Ziels der Klimaneutralität bis 2050 vorzulegen.
Am 4. März 2020 legte die Kommission den ersten Entwurf vor. Er sah unter anderem vor, bis September 2020 das Europäische Klimaziel einer Reduzierung der Treibhausgasemissionen um 40 % bis 2030 gegenüber 1990 zu überprüfen und Optionen für eine Verschärfung auf 50–55 % zu untersuchen. Bis 2050 sollte Treibhausgasneutralität erreicht werden. Viele Umweltverbände und Wissenschaftler kritisierten den Entwurf als unzureichend. Zwölf EU-Mitgliedsstaaten, Österreich, Dänemark, Finnland, Frankreich, Italien, Lettland, Luxemburg, die Niederlande, Portugal, Slowenien, Spanien und Schweden, aber nicht Deutschland, forderten eine Festlegung auf ein schärferes Klimaziel für 2030 noch vor der nächsten UN-Klimakonferenz in Glasgow 2021.
Im September 2020 legte die Kommission Pläne für ein Minderungsziel von 55 % vor. Auch aus Sorge, dass eine von der Kommission geplante Anrechnung von Kohlenstoffsenken die Klimaziele aufweichen würde, stimmte das Europaparlament am 7. Oktober 2020 für eine Verschärfung des Zwischenziels auf 60 % Reduktion. Am 24. Juni 2021 verabschiedete das Parlament (bei Enthaltung Bulgariens) die finale Fassung des Gesetzes mit einem Minderungsziel von 55 %, wobei negative Emissionen durch Kohlenstoffsenken bis zu einer Höhe von 225 Mio. t CO2eq angerechnet werden können. Mit der Zustimmung durch den Europäischen Rat am 28. Juni 2021 wurde das Annahmeverfahren abgeschlossen. Verordnung (EU) 2021/1119 trat am 29. Juli 2021 in Kraft.

## Deutschland

### Bundesebene
Die SPD und Bündnis 90/Die Grünen hatten im Wahlkampf zur Bundestagswahl 2013 Entwürfe bzw. Wahlversprechen für ein nationales Klimaschutzgesetz gemacht. Ein deutsches Klimaschutzgesetz wurde von mehreren Umweltorganisationen und Entwicklungsverbänden schon lange als zentraler Beitrag zu den globalen Klimaschutzanstrengungen gesehen, so auch von der Klima-Allianz. Einzelne Entwürfe wie derjenige der Umweltstiftung WWF im Jahr 2017 sahen bereits einen Zielerreichungsplan mit regelmäßiger Berichterstattung (Monitoring) vor, da die selbstgesetzten Klimaziele der Bundesregierungen sonst verfehlt würden: „Zwischen Ziel und Umsetzung klafft eine große Lücke.“
Im Februar 2018 brachte die Linksfraktion einen Antrag für ein Klimaschutzgesetz mit Klimazielen und Zwischenzielen bis zum Jahr 2050 in den Bundestag ein. Auch der Ausstieg aus der Kohle und dessen sozial- und strukturpolitische Absicherung und gesetzliche Verankerung wurden von den Fraktionen mit weiteren Anträgen zum Klimaschutz im Plenum debattiert.
Im Koalitionsvertrag der 19. Wahlperiode des Bundestages wurde 2018 ein „Gesetz zur Einhaltung der Klimaziele 2030“ vereinbart. In der Regierungserklärung versprach die neue Bundesministerin für Umwelt, Naturschutz und nukleare Sicherheit, Svenja Schulze, ein Klimaschutzgesetz für 2019. Mit dem Gesetz sollen die Leitlinien für das Klimaschutzziel 2030 rechtlich verankert werden.
Nach der Klimakonferenz in Katowice kündigte die Bundesregierung an, Anfang 2019 einen Gesetzentwurf zu erarbeiten und in den Bundestag einzubringen, der auf dem 2016 beschlossenen Klimaschutzplan 2050 aufbaut.
Am 18. Februar 2019 legte das Umweltministerium einen Referentenentwurf für ein Bundes-Klimaschutzgesetz (KSG) vor – ohne Zustimmung des Bundeskanzleramts. Nach den Beschlüssen des Klimakabinetts wurde der Gesetzentwurf vom 19. Oktober 2019 von der Bundesregierung beschlossen und in den Bundestag eingebracht. Das Bundes-Klimaschutzgesetz wurde am 17. Dezember 2019 und die zugehörigen steuerlichen Entlastungen am 30. Dezember 2019 verkündet.
Mit Beschluss vom 24. März 2021 erklärte das Bundesverfassungsgericht § 3 Abs. 1 Satz 2 und § 4 Abs. 1 Satz 3 KSG in Verbindung mit Anlage 2 (Zulässige Jahresemissionsmengen) mit den Grundrechten für unvereinbar, soweit eine Regelung über die Fortschreibung der nationalen Minderungsziele für Zeiträume ab dem Jahr 2031 fehlt. Der Gesetzgeber wurde verpflichtet, spätestens bis zum 31. Dezember 2022 die Fortschreibung der Minderungsziele für diese Zeiträume zu regeln. § 3 Abs. 1 Satz 2 und § 4 Abs. 1 Satz 3 KSG in Verbindung mit Anlage 2 bleiben jedoch anwendbar.

### Bundesländer
Obwohl die wesentliche klimapolitische Gesetzgebungskompetenz im föderalen Deutschland auf der Bundesebene liegt, sind auch die Bundesländer innerhalb ihres Gestaltungsspielraums aktiv geworden und haben Klimaschutzgesetze als Teil ihres Landesrechts verabschiedet. Wichtiger Bestandteile dieser Gesetze sind in der Regel landesweite Emissionsminderungsziele und Vorschriften zum Monitoring und zur Berichterstattung. Wie auch auf Bundesebene, sehen die Gesetze zumeist keine konkreten Instrumente und Maßnahmen vor; diese müssen durch die Exekutive erarbeitet werden. Einzelne Landes-Klimaschutzgesetze enthalten auch Rahmenvorschriften zur Klimaanpassung, diese sind aber dem Klimaschutz nachgeordnet.
Landesplanungs- und Kommunalrecht sind die maßgeblich für den Klimaschutz relevanten Rechtsgebiete der Länder. Der Klimaschutz in Kommunen spielt aber, Stand 2021, in den Gesetzen eine untergeordnete Rolle. Die Landes-Klimaschutzgesetze hatten zudem bis 2021 kaum zu Änderungen im Planungsrecht der Länder geführt, sie ließen den Entscheidern viel Raum. Insgesamt hatten die Landes-Klimaschutzgesetze im öffentlichen Recht nur eine begrenzte Steuerungswirkung.
Das Bundesverfassungsgericht hat am 18. Januar 2022 mehrere gegen die Klimaschutzgesetzgebung der Bundesländer gerichtete Verfassungsbeschwerden verworfen. Die Beschwerdeführer bemängelten, dass in Brandenburg und Mecklenburg-Vorpommern Klimaschutzgesetze fehlten und dass in vorhandenen Klimaschutzgesetzen anderer Länder keine Emissionsminderungs-Pfade und -Instrumente enthalten seien, die das Einhalten eines verbleibenden CO2-Budgets sicherstellen würden. Das Gericht nahm die Beschwerden nicht an, die Bundesländer seien nicht verpflichtet eigene Reduktionspfade festzulegen.

#### Nordrhein-Westfalen
Auf Landesebene hat Nordrhein-Westfalen am 23. Januar 2013 das erste deutsche Klimaschutzgesetz mit gesetzlichen Klimaschutzzielen verabschiedet. NRW emittiert etwa ein Drittel aller in Deutschland entstehenden Treibhausgase. Mit dem „Fortschrittsmotor“ Klimaschutz sollen neue Arbeitsplätze entstehen, die Wettbewerbsfähigkeit des Landes werde gestärkt. Zur langfristigen Umsetzung wurde das Klimaportal www.klima.nrw.de eingerichtet. Am 1. Juli 2021 beschloss der Landtag ein neues Klimaschutzgesetz.

#### Baden-Württemberg
In Baden-Württemberg wurde ein Klimaschutzgesetz verabschiedet, das am 31. Juli 2013 in Kraft trat. Ziel des Gesetzes ist eine Verringerung der Treibhausgasemissionen in Baden-Württemberg bis zum Jahr 2020 um mindestens 25 % (im Vergleich zu 1990). Bis zum Jahr 2050 wird eine Minderung um 90 % angestrebt.
Am 14. Oktober 2020 hat der Landtag das „Gesetz zur Weiterentwicklung des Klimaschutzes in Baden-Württemberg“ beschlossen. Die Gesamtsumme der Treibhausgasemissionen in Baden-Württemberg (im Vergleich zu 1990) soll demnach bis zum Jahr 2030 um mindestens 42 % verringert werden.
Am 6. Oktober 2021 hat der Landtag eine weitere Novelle verabschiedet. Demnach soll 2030 eine Treibhausgasreduktion um mindestens 65 % gegenüber 1990 erfolgt sein und spätestens 2040 Klimaneutralität erreicht sein. Neben diesen Zielen enthält das Gesetz auch konkrete Maßnahmen. Dazu zählen unter anderem:
- ein Monitoring mit einem Mechanismus beim Verfehlen der Klimaschutzziele (falls sich abzeichnet, dass die Ziele nicht erreicht werden, beschließt die Landesregierung zusätzliche Maßnahmen)
- die Verpflichtung der Kommunen zur Erfassung ihres Energieverbrauchs und zu einer Wärmeplanung
- die Pflicht, auf neugebauten Gebäuden und bei grundlegenden Dachsanierungen Photovoltaikanlagen zu installieren (Solare Baupflicht)
- ein Integriertes Energie- und Klimaschutzkonzept (IEKK)
- ein Flächenziel für den Ausbau der erneuerbaren Energien (im Koalitionsvertrag wurde ein Mindestziel für Windenergieanlagen und Photovoltaik-Freiflächenanlagen von 2 % der Landesfläche vereinbart)
- Maßnahmen zur Anpassung an den Klimawandel
- eine Vorbildfunktion der öffentlichen Hand beim Klimaschutz
- die Aufstellung von Klimamobilitätsplänen
- Klimaschutzvereinbarungen mit Unternehmen
- verstärkte Verankerung von nachhaltigem Bauen in Förderprogrammen
- Beteiligung der Regierungspräsidien zum Klimaschutz
- ein unabhängiger Klima-Sachverständigenrat, der die Landesregierung und den Landtag bei der Umsetzung der Klimawende beraten und unterstützen soll; insbesondere soll er mitwirken beim Erstellen eines Klimaberichts und sektorspezifische Maßnahmen entwickeln, damit die Landesklimaziele erreicht werden. Das Gremium wurde am 21. Dezember 2021 für einen Zeitraum von fünf Jahren berufen. Ihm gehören sechs Personen aus der Wissenschaft an:[43]
  - Maike Schmidt, Wirtschaftsingenieurin, Leiterin Fachgebiet Systemanalyse am Zentrum für Sonnenenergie- und Wasserstoff-Forschung Baden-Württemberg (ZSW)
  - Martin Pehnt, Physiker und wissenschaftlicher Geschäftsführer des ifeu – Institut für Energie- und Umweltforschung Heidelberg gGmbH
  - Sven Kesselring, Studiendekan Sustainable Mobilities an der Hochschule für Wirtschaft und Umwelt Nürtingen-Geislingen
  - Almut Arneth, Helmholtz-Professur am Institut für Meteorologie und Klimaforschung des Karlsruher Instituts für Technologie (KIT)
  - Dirk Schindler, Forstwissenschaftler und Professor am Lehrstuhl für Meteorologie und Klimatologie des Instituts für Geo- und Umweltnaturwissenschaften an der Albert-Ludwigs-Universität Freiburg
  - Sabine Löbbe, Professorin für Energiewirtschaft und Energiemärkte an der Hochschule Reutlingen

Am 20. September 2022 beschloss die grün-schwarze Landesregierung eine zweite Fortentwicklung zu einem „Klimaschutz- und Klimawandelanpassungsgesetz“. Es wurde am 1. Februar 2023 vom Landtag verabschiedet.

#### Rheinland-Pfalz
In Rheinland-Pfalz ist am 23. August 2014 das „Landesgesetz zur Förderung des Klimaschutzes“ in Kraft getreten. Die Treibhausgasemissionen in Rheinland-Pfalz sollen bis zum Jahr 2020 um mindestens 40 % im Vergleich zum Jahr 1990 gesenkt werden. Bis zum Jahr 2050 wird die Klimaneutralität angestrebt, die Treibhausgasemissionen sollen jedoch um mindestens 90 % im Vergleich zum Jahr 1990 verringert werden.

#### Bremen
In Bremen ist am 27. März 2015 das „Bremische Klimaschutz- und Energiegesetz“ in Kraft getreten. Ziel dieses Gesetzes ist es, die Kohlendioxid-Emissionen, die durch den Endenergieverbrauch im Land Bremen mit Ausnahme der Stahlindustrie verursacht werden, bis zum Jahr 2020 um mindestens 40 % im Vergleich zum Jahr 1990 zu senken.

#### Berlin
In Berlin ist am 6. April 2016 das „Berliner Energiewendegesetz“ in Kraft getreten. Am 8. November 2017 trat das erste Änderungsgesetz zum Berliner Energiewendegesetz in Kraft. Die Gesamtsumme der Kohlendioxid- und Treibhausgasemissionen in Berlin soll bis zum Jahr 2020 um mindestens 40 %, bis zum Jahr 2030 um mindestens 60 % und bis zum Jahr 2050 um mindestens 85 % (jeweils im Vergleich zum Jahr 1990) verringert werden. Die Energieerzeugung aus Braunkohle soll bis zum 31. Dezember 2017 und aus Steinkohle spätestens bis zum 31. Dezember 2030 beendet werden.

#### Schleswig-Holstein
Im März 2017 ist das „Gesetz zur Energiewende und zum Klimaschutz in Schleswig-Holstein“ in Kraft getreten. Die Treibhausgasemissionen sollen bis zum Jahr 2020 um mindestens 40 %, bis zum Jahr 2030 um mindestens 55 %, bis zum Jahr 2040 um mindestens 70 % und bis zum Jahr 2050 um 80 – 95 % (jeweils im Vergleich zum Jahr 1990) verringert werden.

#### Freistaat Thüringen
Am 29. Dezember 2018 ist das „Thüringer Gesetz zum Klimaschutz und zur Anpassung an die Folgen des Klimawandels“ in Kraft getreten. Die Treibhausgasemissionen sollen bis zum Jahr 2030 um 60 – 70 %, bis zum Jahr 2040 um 70 – 80 % und bis zum Jahr 2050 um 80 – 95 % (jeweils im Vergleich zum Jahr 1990) reduziert werden. Der Energiebedarf in Thüringen soll ab dem Jahr 2040 bilanziell vollständig durch einen Mix aus erneuerbaren Energien aus eigenen Quellen gedeckt werden.

#### Freie und Hansestadt Hamburg
Am 29. Februar 2020 ist die von der Hamburgische Bürgerschaft beschlossene Verankerung des Staatsziels „Begrenzung der Erderwärmung“ in die Präambel der Hamburgischen Verfassung und die Neufassung des Hamburgischen Klimaschutzgesetzes (kurz: HmbKliSchG) in Kraft getreten. Die Kohlendioxidemissionen, nach der Verursacherbilanz der Freien und Hansestadt Hamburg, sollen gemäß § 4 Absatz 1 HmbKliSchG bis zum Jahr 2030 um 55 % und bis zum Jahr 2050 um 95 % (jeweils ausgehend vom Basisjahr 1990) reduziert werden. Sektorziele für die Kohlendioxidemissionen aus den Bereichen private Haushalte, Gewerbe/Handel/Dienstleistung, Industrie und Verkehr für das Jahr 2030 im Vergleich zu den Kohlendioxidemissionen des Jahres 1990 sollen sich aus dem Hamburger Klimaplan ergeben. Darüber hinaus, regelt das Klimaschutzgesetz u. a. eine allgemeine Pflicht zur Errichtung und Benutzung einer Photovoltaikanlage, einen Pflichtanteil an erneuerbare Energie für die Wärmeversorgung bei Bestandsgebäuden, ein Wärmekataster, den Kohleausstieg bei der Wärmeversorgung und Staatsziele für den Verkehrssektor. Geplant sind außerdem die Verbote von Öl-Heizungen, Klimaanlagen und Nachtspeicherheizungen. Die Fortschreibung des Hamburger Klimaplans hat der Hamburger Senat bereits am 3. Dezember 2019 beschlossen.

#### Bayern
Das erste Bayerische Klimaschutzgesetz trat am 1. Januar 2021 in Kraft. Im Juli 2021 haben zehn Kinder und junge Erwachsene, unterstützt durch die Deutsche Umwelthilfe (DUH), beim Bundesverfassungsgericht eine Verfassungsbeschwerde eingereicht, da das Gesetz weder in seiner Struktur noch den Zielen dem Grundgesetz genüge. Es enthalte – außer der jährlichen Verleihung des Bayerischen Klimaschutzpreises – keine Fristen, mit denen die Erreichung der viel zu niedrigen und hinter dem Bundes-Klimaschutzgesetz zurückbleibenden Klimaschutzziele sichergestellt werden könnten. Das Gericht nahm die Beschwerde nicht an. Zugleich erhob die DUH Popularklage vor dem Bayerischen Verwaltungsgerichtshof, um zu erreichen, dass der Freistaat zudem ein Klimaschutzprogramm beschließt, in dem verbindliche Maßnahmen zur Umsetzung der gesetzlichen Ziele festgeschrieben werden. Unabhängig davon hat die Staatsregierung angekündigt, einen Entwurf für ein überarbeitetes Landesklimaschutzgesetz vorzulegen. Es sehe vor, bis 2030 den Ausstoß klimaschädlicher Gase um mindestens 65 Prozent zu reduzieren und Bayern bis 2040 klimaneutral zu machen.

## Österreich
Aufbauend auf der Österreichischen Klimastrategie hat der Nationalrat das Klimaschutzgesetz als Regierungsvorlage am 19. Oktober 2011 in seiner 24. Legislaturperiode beschlossen. Der ausführliche Titel des Gesetzes ist: Bundesgesetz zur Einhaltung von Höchstmengen von Treibhausgasemissionen und zur Erarbeitung von wirksamen Maßnahmen zum Klimaschutz (Klimaschutzgesetz – KSG). Ziel war es, eine koordinierte Umsetzung wirksamer Maßnahmen zum Klimaschutz zu ermöglichen. Der Bundesminister für Land- und Forstwirtschaft, Umwelt und Wasserwirtschaft hat zudem einen Nationalen Klimaschutzbeirat einzurichten. Das Gesetz wird durch weitere energie- und klimapolitische Maßnahmen in klima:aktiv ergänzt. Bei der Novellierung des Klimaschutzgesetzes wurde es jedoch stark kritisiert, die Grünen stimmten dagegen. Durch die Novellierung werden die Reduktionsziele für Treibhausgasemissionen in Österreich für die Periode 2013–2020 festgeschrieben und sektoral aufgeteilt.
Österreich muss bereits mehrere Jahre ohne Klimaschutzgesetz, dh. ohne die Ziele für 2030 auskommen. Laut Fortschrittsbericht 2022 nach § 6 Klimaschutzgesetz ist 2020 das aktuellste Jahr, für welches qualitätsgeprüfte Inventurdaten vorliegen. Sollte Österreich seine EU-Emissionsziele verfehlen, wären Strafzahlungen fällig. Im Oktober 2023 wurde ein Erneuerbare-Wärme-Paket (EWP) angekündigt. Damit wolle man Wirtschaft und Klimaschutz Rechnung tragen. Zuvor hatte der VfGH einen Antrag zum Klimaschutzgesetz als unzulässig zurückgewiesen, da nicht alle Teile des Gesetzes angefochten waren, die untrennbar zusammenhängen.
Im günstigen Fall würde das KSG die „Governance“ der Klimapolitik festlegen, also regeln, wie die politischen Entscheidungsträger im Bund und in den Ländern sich auf Maßnahmen einigen, wie sie deren Umsetzung kontrollieren und wie sie gegebenenfalls die Maßnahmen anpassen; jedoch sind die Bundesländer für alles zuständig, was in der Verfassung nicht ausdrücklich dem Bund übertragen ist. Auch die Verankerung eines Grundrechts auf Klimaschutz in der Verfassung ist umstritten.
Im Oktober 2023 genehmigte die EU-Kommission den überarbeiteten Aufbau- und Resilienzplan Österreichs zum Wiederaufbaufonds.

## Spanien
Am 13. Mai 2021 wurde vom Spanischen Parlament das „Gesetz zum Klimawandel und für die Energiewende“ beschlossen. Demnach soll das Land bis spätestens 2050 klimaneutral werden. Bis 2030 sollen die CO2-Emissionen in Industrie, Verkehr oder Landwirtschaft um 23 % im Vergleich zum Jahr 1990 reduziert werden. Der Verkauf von Autos mit Verbrennungsmotoren soll ab 2040 verboten werden, ab 2050 sollen sie gar nicht mehr in Spanien fahren dürfen.

## Schweiz

Klimaschutzinstrumente des Schweizer CO_{2}-Gesetzes

In der Klimapolitik der Schweiz ist das Bundesgesetz über die Reduktion der CO2-Emissionen (CO2-Gesetz) das Kernstück der politischen Maßnahmen. Aufgrund des CO2-Gesetzes wird die CO2-Abgabe als Lenkungsabgabe erhoben sowie die Befreiung oder Rückerstattung an Wirtschaft und Bevölkerung festgelegt. Der Anteil der Bevölkerung der an den Staat gezahlten Klimaabgaben wird dabei als aufkommensneutrale Lenkungsabgabe gleichmäßig an alle natürlichen Personen rückverteilt (Art. 36). Ein weiterer Teil der Einnahmen wird für den Klimaschutz verwendet: Zur Förderung von Technologien zur Verminderung der Treibhausgase (Art. 35) werden ab dem Jahr 2013 pro Jahr höchstens 25 Millionen Franken dem Technologiefonds der Schweiz zur Finanzierung von Bürgschaften zugeführt. Weitere Säule ist ein Emissionshandelssystem der Schweiz für große Industriebetriebe und ab 2020 auch für den Luftverkehr innerhalb der Schweiz und in den Europäischen Wirtschaftsraum.
Am 18. Juni 2023 fand eine Volksabstimmung unter anderem über das «Bundesgesetz über die Ziele im Klimaschutz, die Innovation und die Stärkung der Energiesicherheit (KlG)» statt. Das Gesetz wurde vom Parlament als indirekter Gegenentwurf zur Gletscher-Initiative ausgearbeitet, weil diese dem Bundesrat und dem Parlament zu weit ging. Weil die Schweizerische Volkspartei (SVP) das Referendum gegen dieses Klimaschutzgesetz ergriff, kam es zu dieser Abstimmung.
Bei der Volksabstimmung stimmten 59,07 % für dieses Klimaschutzgesetz.